# Civil War History
Civil War History (traducido, Historia de la Guerra Civil) es una revista académica de la Guerra de Secesión estadounidense. Fue creada en 1955 en la Universidad Estatal de Iowa, y es publicada trimestralmente por la editorial de la Universidad Estatal de Kent. Los temas tratados en esta revista incluyen la historia de la esclavitud y de su abolición; el período antebellum y la política de reconstrucción posterior, la política, la diplomacia, las consecuencias sociales y políticas, la cultura decimonónica estadounidense y la historia militar. A lo largo de los años, ha contado ha contado con colaboradores notables como Stephen Ambrose, Charles B. Rocío, Gary W. Gallagher, James M. McPherson, Mark E. Neely Jr., James I. Robertson Jr. y T. Harry Williams.

## Indexación
Historia de la Guerra Civil se abstrae e indexa en las siguientes bases de datos bibliográficas:
- Academic OneFile
- Academic Search
- America: History and Life
- Arts and Humanities Citation Index
- Current Contents - Arts & Humanities
- ERIH PLUS[4]
- Historical Abstracts
- Humanities International Index
- Humanities Source
- MLA International Bibliography
- Periodicals Index Online
- Project MUSE
- ProQuest
- Scopus[5]